# Karl Geiger
Karl Geiger (* 11. února 1993, Oberstdorf) je německý skokan na lyžích. Na Zimních olympijských hrách v Pekingu v roce 2022 získal v závodě na velkém můstku bronzovou medaili. Má také bronzovou medaili ze stejných her ze týmového závodu, a stříbrnou ze Zimních olympijských her v roce 2018. V Planici v roce 2020 také zvítězil na mistrovství světa v letech na lyžích.
Ve Světovém poháru ve skocích na lyžích debutoval v roce 2012 v Lillehammeru. Od té doby vyhrál 13 závodů Světového poháru, na Turné čtyř můstků skončil nejlépe druhý, a to v roce 2021. Má celkem sedm medailí z Mistrovství světa v klasickém lyžování – ze skoků na lyžích: všechny zlaté z týmových závodů (2 z Seefeldu 2019, 2 z Obertsdorfu 2021), z individuálních závodů má stříbrnou z roku 2019 (velký můstek, Seefeld) a roku 2020 (střední můstek, Oberstdofr), v Oberstdorfu v roce 2021 skončil třetí.
Zúčastnil se 23. a 24. Zimních olympijských her – z Pchjongčchangu má stříbrnou medaili ze závodu družstev, z Pekingu má ze stejného závodu bronz. V Pekingu skončil třetí také v individuálním závodě na velkém můstku, a to za Mariem Lindvikem a Rjójem Kobajašim.
Jeho osobním rekordem je 243,5 metru na mamutím můstku Letalnica z roku 2017.

## Osobní život
V roce 2019 Geiger úspěšně dokončil bakalářské studium environmentálních technologií na Univerzitě aplikovaných věd v Kemptenu. V září 2020 se oženil se svou přítelkyní Franciskou, v prosinci téhož roku se jim narodila dcera. Geiger je vzdáleným příbuzným sdruženářem Vinzenze Geigera, oba mají stejného pradědečka.